# Antonio Martínez Ovejero
Antonio Martínez Ovejero (Cartagena, 10 de agosto de 1948) es un ingeniero técnico, historiador y expolítico español.

## Biografía

### Formación académica
Estudió Ingeniería Técnica Industrial en la Escuela Universitaria Politécnica de Cartagena, antecedente de lo que hoy es Universidad Politécnica de Cartagena. Diplomado en Psicopedagogía y Sistemas Electrónicos. Analista de Sistemas. También es licenciado en Historia por la Universidad Autónoma de Madrid (UAM), especializado en Memoria Histórica y en la Historia del PSOE en la Región de Murcia y doctor en Historia por la Universidad de Murcia.Su tesis doctoral se titula Peligrosos e Indeseables para la Causa Nacional. Los Vencidos de la Guerra Civil en la Región de Murcia, 1939-48. Una Visión Regional con Proyección Nacional.
Es autor de varios artículos de revistas y otras colaboraciones.

### Carrera política
Nació en el seno de una familia de tradición republicana.
Ingresó en la Escuela de Aprendices de la Empresa Nacional Bazán de Cartagena.
Militó muy joven en la Juventud Obrera Cristiana (JOC). 
Fue profesor de la Escuela Profesional San Jerónimo de Alcantarilla (SANJE), ligada a los jesuitas en 1970.
En 1971 ingresó en la Unión Sindical Obrera (USO) de la Región de Murcia. En 1972 fue detenido junto a otros dirigentes de la USO.El fiscal le solicitó doce años y un día de prisión. Tras ser puesto en libertad, a finales de 1973, volvió a ser detenido y encarcelado en Murcia. En 1976 formó parte de la Comisión Ejecutiva de la USO, como Secretario de Organización, y participó en el proceso de unidad sindical entre USO-UGT en 1977.
En 1977 entró en el PSOE y en 1978 fue elegido Secretario de Organización de la Comisión Ejecutiva Regional del PSRM-PSOE. Fue uno de los ponentes del Estatuto de Autonomía de la Región de Murcia.
En las elecciones generales de 1979 Martínez Ovejero fue elegido senador por la circunscripción electoral de Murcia y concejal en el Ayuntamiento de Cartagena.
En 1981 presentó una proposición no de ley en favor de la provincia de Cartagena ante el Senado que fue rechazada.
Durante la I Legislatura (1979-82) fue ponente y portavoz del Grupo Socialista del Senado participó como
- VICEPRESIDENTE 2º. COMISIÓN DE TRABAJO (30/05/1979 al 31/08/1982).
- VOCAL. COMISIÓN DE CONSTITUCIÓN (17/03/1982 al 22/04/1982).
- VOCAL. COMISIÓN DE SANIDAD Y SEGURIDAD SOCIAL (30/05/1979 al 31/08/1982).
- VOCAL. COMISIÓN ESPECIAL DE INVESTIGACIÓN DE LOS TRABAJADORES EMIGRADOS (07/05/1980 al 28/08/1982).

Tras las elecciones generales de 1982 que, por mayoría absoluta, llevaron al Partido Socialista Obrero Español (PSOE) al Gobierno central presidido por Felipe González, tuvo los siguientes cargos políticos:
- Asesor Ejecutivo en el Gabinete del Ministro de Transportes, Turismo y Comunicaciones.
- Asesor Ejecutivo en el Gabinete del Ministro del Interior (1986-87).
- Gobernador Civil de Segovia (1987).
- Director general de Protección Civil (1987-88).
- Director de Gabinete del Ministro de Transportes, Turismo y Comunicaciones (1988-1991).

En 1991 ingresó en Telefónica y entre 1993 y 1997 fue Director de la Oficina de Representación de Telefónica ante la Comisión Europea en Bruselas. En 2003 fue despedido de Telefónica. Actualmente está jubilado.